# Институтское
Институтское (укр. Інститутське) — упразднённый поселок,
Малоданиловский поселковый совет,
Дергачёвский район, Харьковская область, Украина. В 1972 году включен в состав посёлка городского типа Малая Даниловка и исключен из учётных данных.

## Географическое положение
Посёлок Институтское находится на левом берегу реки Лопань, выше по течению примыкает к городу Дергачи, ниже по течению примыкает к пгт Малая Даниловка, на противоположном берегу — село Караван.

## История
- Присоединён с пгт Малая Даниловка в 1972 году.

## Объекты социальной сферы
- Детский сад.
- Школа.
- Стадион.